# Aprivesa exuta
Aprivesa exuta är en insektsart som först beskrevs av Melichar 1898.  Aprivesa exuta ingår i släktet Aprivesa och familjen Ricaniidae. Inga underarter finns listade i Catalogue of Life.